# Поросинець коренистий
Поросинець коренистий, поросинець укорінливий (Hypochaeris radicata) — вид рослин з родини айстрових (Asteraceae), поширений у Північній Африці, Європі, причорноморсько-присередземноморській Азії.

## Опис
Багаторічна, трава, 20–80 см заввишки. Стебла прості або гіллясті. Листки прикореневої розетки довгасто-ланцетні, зубчасті, ліроподібні або стругоподібні. Кошики великі, 2.5–3 см завдовжки. Крайові квітки в 2 рази довші від обгортки. Всі листочки обгортки голі або ж з війчастими на краю і жорсткими на спинці волосками. Віночок жовтий, з язичком, який майже вдвічі перевищує трубочку. Сім'янки з носиком однакової довжини у крайових і серединних сім'янок, який в 2–4 рази перевищує саму сім'янку. Сім'янки борознисті, поперечно-смугасті, шипуваті; щетинки зовнішнього кільця чубчика короткі, прості; щетинки внутрішнього кільця в 2 рази довші від зовнішніх, перисті.

## Поширення
Поширений у Північній Африці, Європі, причорноморсько-присередземноморській Азії.
В Україні вид зростає в соснових лісах, на піщаних місцях — у передгір'ях Карпат, на Поліссі, в північній частині Лісостепу.

## Використання
Молоде листя вживають у їжу сирим чи вареним.

## Галерея

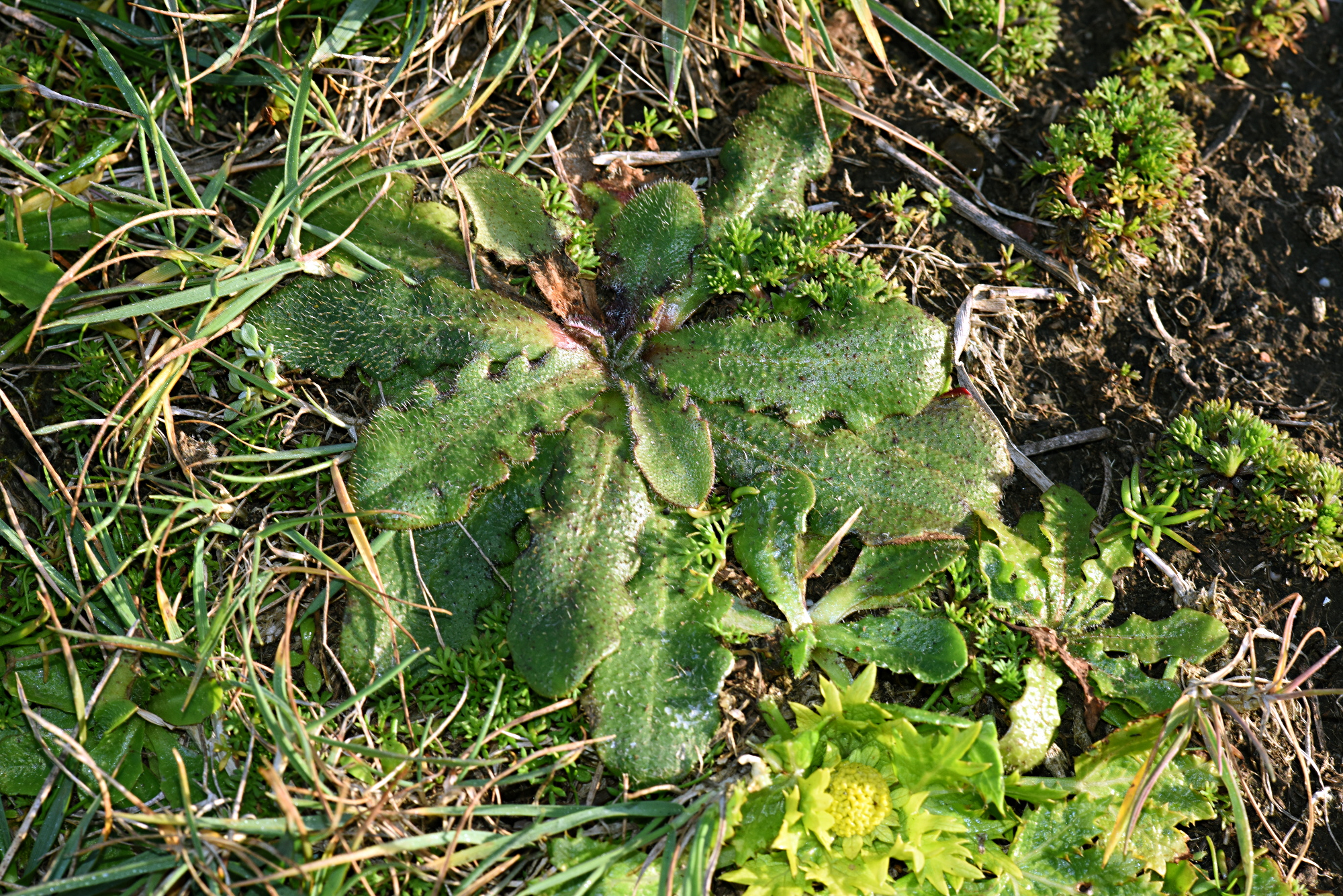
листя
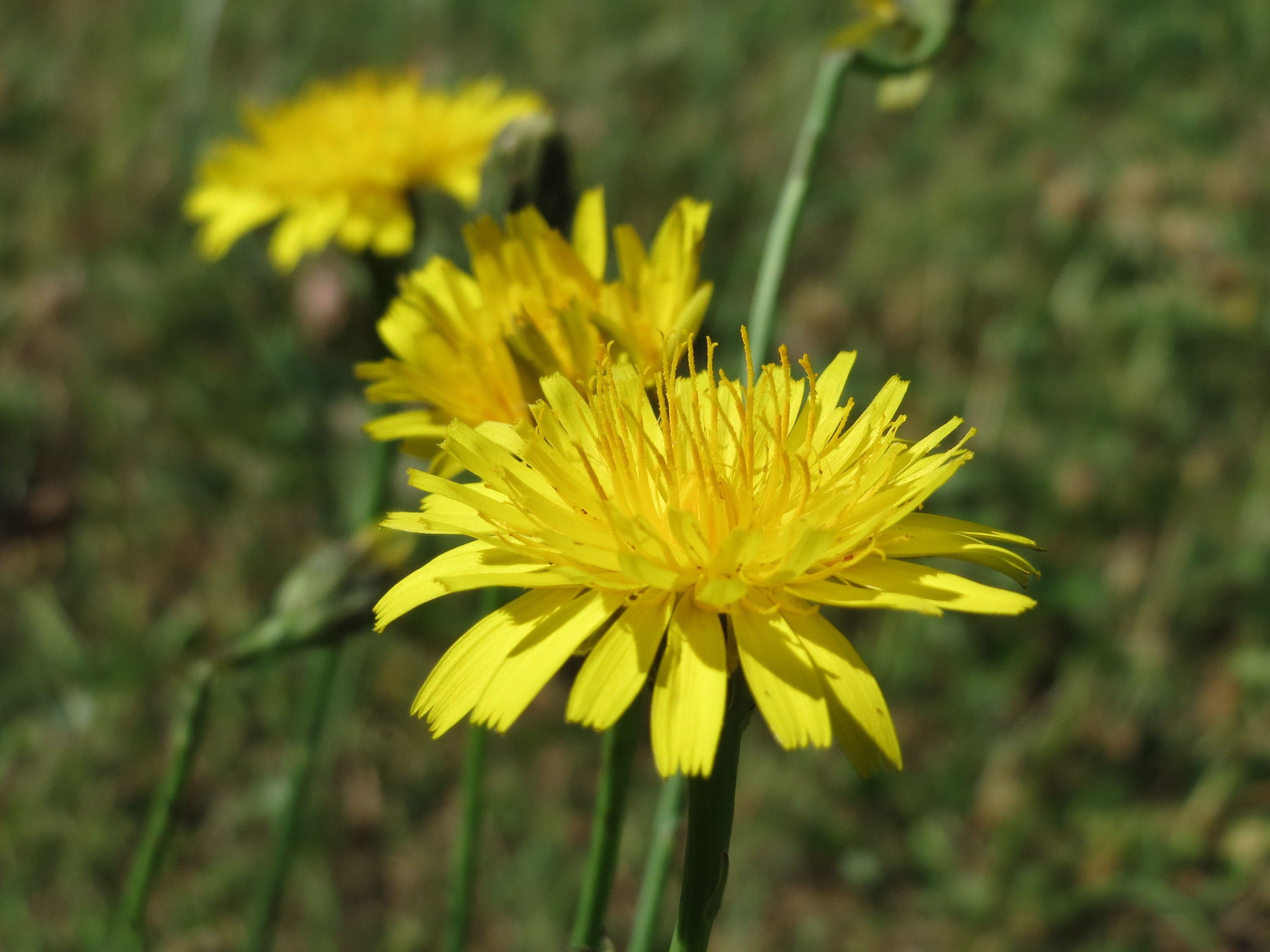
квіти, зібрані в квіткову голову
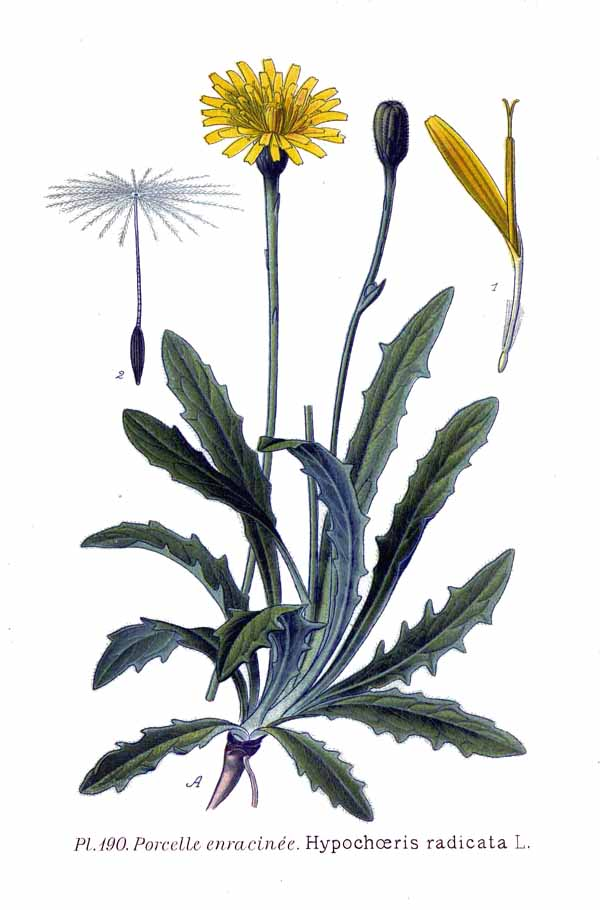
ілюстрація